# 四川毛蕊茶
四川毛蕊茶（学名：Camellia lawii）是山茶科山茶属的植物，是中国的特有植物。分布在中国大陆的四川等地，常生于林中或山坡林中，目前尚未由人工引种栽培。